# Canton d'Hénin-Beaumont-2
Le canton d'Hénin-Beaumont-2 est une circonscription électorale française du département du Pas-de-Calais.

## Histoire
Un nouveau découpage territorial du Pas-de-Calais entre en vigueur à l'occasion des premières élections départementales suivant le décret du 24 février 2014. Les conseillers départementaux sont, à compter de ces élections, élus au scrutin majoritaire binominal mixte. Les électeurs de chaque canton élisent au Conseil départemental, nouvelle appellation du Conseil général, deux membres de sexe différent, qui se présentent en binôme de candidats. Les conseillers départementaux sont élus pour 6 ans au scrutin binominal majoritaire à deux tours, l'accès au second tour nécessitant 12,5 % des inscrits au 1er tour. En outre la totalité des conseillers départementaux est renouvelée. Ce nouveau mode de scrutin nécessite un redécoupage des cantons dont le nombre est divisé par deux avec arrondi à l'unité impaire supérieure si ce nombre n'est pas entier impair, assorti de conditions de seuils minimaux. Dans le Pas-de-Calais, le nombre de cantons passe ainsi de 77 à 39.

## Géographie
Ce canton est organisé autour de Hénin-Beaumont dans l'arrondissement de Lens.

## Représentation

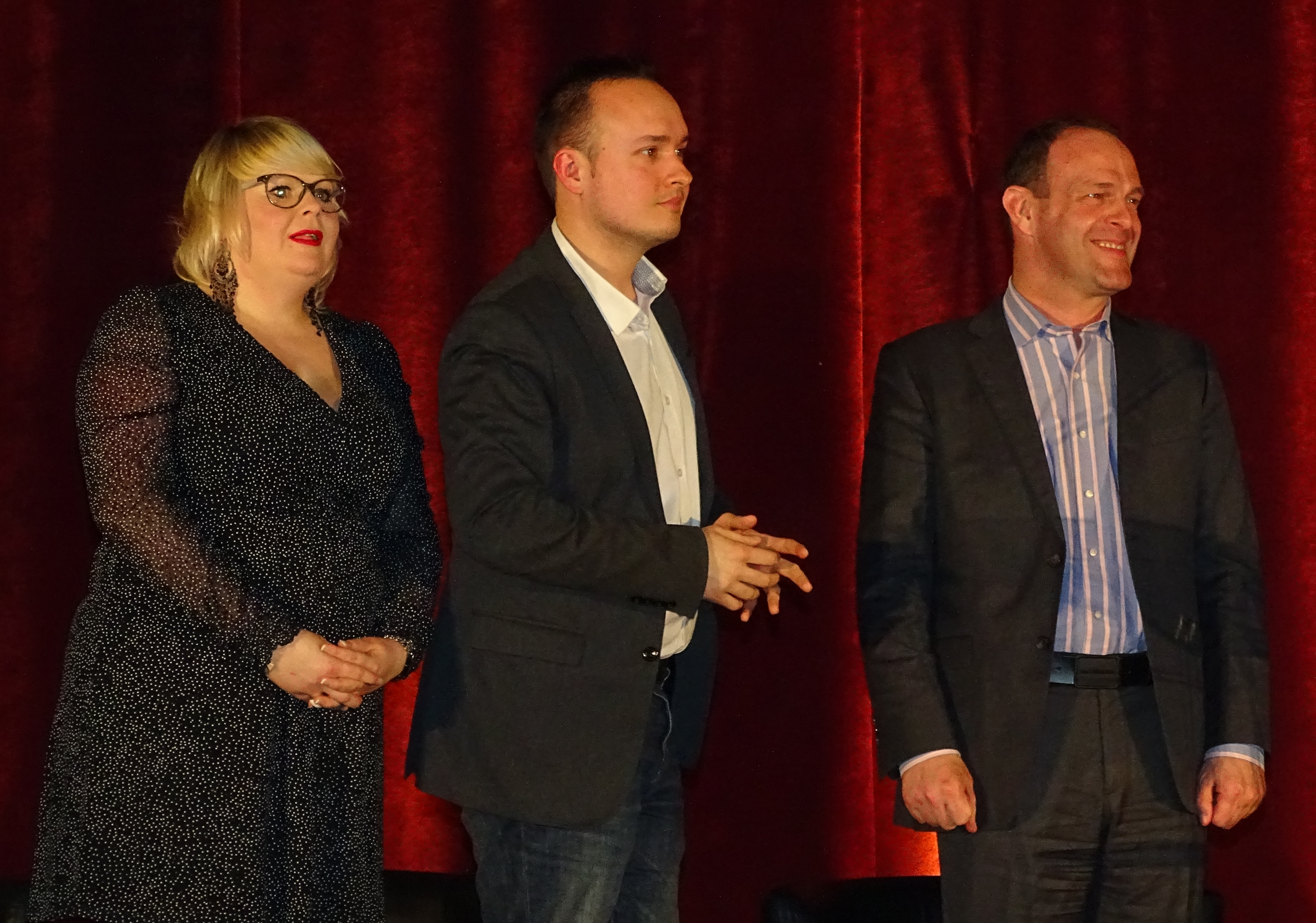
Aurélia Beigneux et Christopher Szczurek quelques jours avant leur élection, en compagnie de Steeve Briois.

| Période élective | Période élective | Mandat | Mandat   | Identité             | Nuance | Nuance | Qualité |
| ---------------- | ---------------- | ------ | -------- | -------------------- | ------ | ------ | --- |
| 2015             | 2021             | 2015   | 2021     | Christopher Szczurek |        | RN     | Adjoint au maire d'Hénin-Beaumont                                                                            |
| 2015             | 2021             | 2015   | 2021     | Aurélia Beigneux     |        | RN     | Préparatrice en pharmacie Adjointe au maire d'Hénin-Beaumont Élue députée au Parlement européen en juin 2019 |
| 2021             | 2028             | 2021   | en cours | Steeve Briois        |        | RN     | Maire d'Hénin-Beaumont                                                                                       |
| 2021             | 2028             | 2021   | en cours | Marine Le Pen        |        | RN     | Députée |

### Résultats détaillés

#### Élections de mars 2015
À l'issue du 1er tour des élections départementales de 2015, deux binômes sont en ballottage : Aurélia Beigneux et Christopher Szczurek (FN, 49,44 %) et Jean Urbaniak et Sabine Van Heghe (DVG, 29,11 %). Le taux de participation est de 46,93 % (14 271 votants sur 30 406 inscrits) contre 51,81 % au niveau départemental et 50,17 % au niveau national.
Au second tour, Aurélia Beigneux et Christopher Szczurek (FN) sont élus avec 53,78 % des suffrages exprimés et un taux de participation de 48,08 % (7 469 voix pour 14 626 votants et 30 420 inscrits).

#### Élections de juin 2021
Le premier tour des élections départementales de 2021 est marqué par un très faible taux de participation (33,26 % au niveau national). Dans le canton d'Hénin-Beaumont-2, ce taux de participation est de 33,56 % (10 398 votants sur 30 986 inscrits) contre 35,19 % au niveau départemental. À l'issue de ce premier tour, deux binômes sont en ballottage : Steeve Briois et Marine Le Pen (RN, 61,09 %) et Magali Bruyant et Christian Musial (DVG, 29,96 %).
Le second tour des élections est marqué une nouvelle fois par une abstention massive équivalente au premier tour. Les taux de participation sont de 34,36 % au niveau national, 34,96 % dans le département et 34,02 % dans le canton d'Hénin-Beaumont-2. Steeve Briois et Marine Le Pen (RN) sont élus avec 59,72 % des suffrages exprimés (6 071 voix pour 10 546 votants et 30 997 inscrits),,.

## Composition
Le canton d'Hénin-Beaumont-2 comprend cinq communes et la partie de la commune d'Hénin-Beaumont non incluse dans le canton d'Hénin-Beaumont-1.
Le bureau centralisateur de ce canton est le bureau centralisateur de la commune d'Hénin-Beaumont.
| Nom                                    | Code Insee | Intercommunalité | Superficie (km2) | Population (dernière pop. légale)                | Densité (hab./km2) | Modifier                                    |
| -------------------------------------- | ---------- | ---------------- | ---------------- | ------------------------------------------------ | ------------------ | ------------------------------------------- |
| Hénin-Beaumont (bureau centralisateur) | 62427      | CA Hénin-Carvin  | 20,72            | Fraction : 16 886 (2022) Commune : 25 764 (2022) | 1 243              | modifier les données · modifier les données |
| Courcelles-lès-Lens                    | 62249      | CA Hénin-Carvin  | 5,56             | 8 015 (2022)                                     | 1 442              | modifier les données · modifier les données |
| Drocourt                               | 62277      | CA Hénin-Carvin  | 3,40             | 2 952 (2022)                                     | 868                | modifier les données · modifier les données |
| Évin-Malmaison                         | 62321      | CA Hénin-Carvin  | 4,57             | 4 657 (2022)                                     | 1 019              | modifier les données · modifier les données |
| Leforest                               | 62497      | CA Hénin-Carvin  | 6,22             | 7 120 (2022)                                     | 1 145              | modifier les données · modifier les données |
| Noyelles-Godault                       | 62624      | CA Hénin-Carvin  | 5,45             | 5 949 (2022)                                     | 1 092              | modifier les données · modifier les données |
| Canton d'Hénin-Beaumont-2              | 6228       |                  |                  | 45 579 (2022)                                    |                    | modifier les données                        |

## Démographie
En 2022, le canton comptait 45 579 habitants, en évolution de +1,68 % par rapport à 2016 (Pas-de-Calais : −0,72 %, France hors Mayotte : +2,11 %).
| 2013   | 2018   | 2022   |
| ------ | ------ | ------ |
| 43 638 | 45 205 | 45 579 |